# Тетерин, Александр Васильевич
Алекса́ндр Васи́льевич Тете́рин (1927 — 14 июня 1990) — советский дипломат. Чрезвычайный и полномочный посол.

## Биография
Член КПСС.
- В 1968—1971 годах — советник посольства СССР в ОАР.
- В 1971—1973 годах — советник-посланник посольства СССР в ОАР (с 1971 — в Египте).
- В 1973—1974 годах — на ответственной работе в центральном аппарате МИД СССР.
- С 9 октября 1974 по 5 июня 1978 года — чрезвычайный и полномочный посол СССР в Нигерии[1].
- В 1978—1980 годах — на ответственной работе в центральном аппарате МИД СССР.
- В 1980—1982 годах — начальник Консульского управления МИД СССР.
- В 1978—1982 годах — на ответственной работе в центральном аппарате МИД СССР.
- В 1982—1987 годах — на ответственной работе в аппарате ЦК КПСС.
- С 26 марта 1987 по 14 июня 1990 года — чрезвычайный и полномочный посол СССР в Норвегии[2].